# Waka Flocka Flame
Waka Flocka Flame, a właściwie Juaquin Malphurs (ur. 31 maja 1986 w Nowym Jorku) – amerykański raper.
Współpracował z takimi artystami jak Lil Jon, Gucci Mane, Soulja Boy, Wale, Machine Gun Kelly (raper), Yo Gotti czy T-Pain.
Jego pseudonim pochodzi od "Waka Waka" z Muppetów, a "Flocka Flame" zostało nadane przez rapera Gucci Mane.

## Dyskografia
- Flockaveli (2010)
- Ferrari Boyz (wraz z Gucci Mane'em) (2011)
- Triple F Life: Fans, Friends & Family (2012)
- Flockaveli 2 (2018)